# Linus Thörnblad
Linus Thörnblad (ur. 6 marca 1985 w Lund) – szwedzki lekkoatleta uprawiający skok wzwyż.
W 2004 i 2008 roku bez powodzenia startował w igrzyskach olimpijskich. Zdobył brązowy medal na halowych mistrzostwach świata w 2006 i srebrny medal na halowych mistrzostwach Europy w 2007. Reprezentant Szwecji w meczach międzypaństwowych, wielokrotny mistrz kraju. W 2012 ogłosił zakończenie kariery.

## Osiągnięcia
| Rok  | Zawody                               | Miejsce    | Pozycja |
| ---- | ------------------------------------ | ---------- | ------- |
| 2003 | Mistrzostwa Europy juniorów          | Tampere    | 3.      |
| 2004 | Mistrzostwa Świata Juniorów          | Grosseto   | 4.      |
| 2006 | Halowe Mistrzostwa Świata            | Moskwa     | 3.      |
| 2006 | Mistrzostwa Europy                   | Göteborg   | 4.      |
| 2006 | Światowy Finał IAAF                  | Stuttgart  | 1.      |
| 2007 | Halowe Mistrzostwa Europy            | Birmingham | 2.      |
| 2007 | Młodzieżowe Mistrzostwa Europy       | Debreczyn  | 1.      |
| 2007 | Światowy Finał IAAF                  | Stuttgart  | 3.      |
| 2010 | I liga drużynowych mistrzostw Europy | Budapeszt  | 2.      |
| 2010 | Mistrzostwa Europy                   | Barcelona  | 4.      |

## Rekordy życiowe
- skok wzwyż (stadion) – 2,34 m (2006)
- skok wzwyż (hala) – 2,38 m (2007)